# Perytektoid

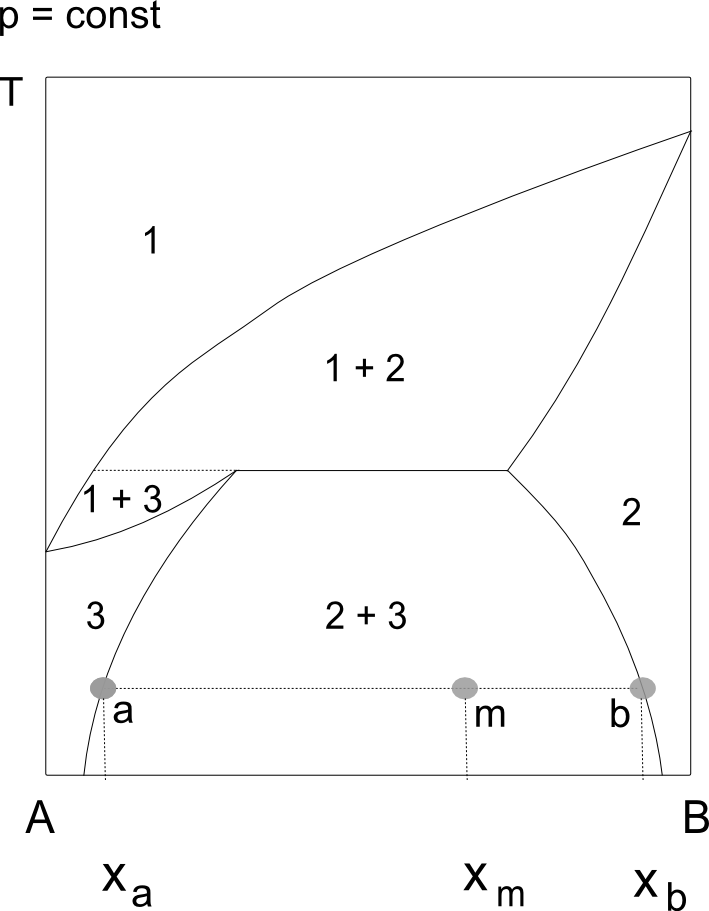
Wykres fazowy z perytektoidem (rysunek poglądowy)
1 i 2 – wyjściowe fazy stałe, 3 – faza stała powstająca w przemianie perytektoidalnej (perytektoid).
Po zakończeniu przemiany (odzyskaniu stopnia swobody) punkt opisujący układ wchodzi w obszar "2 + 3". Na powierzchni ziaren perytektoidu powstają drobne kryształy "2". Określenie zmian udziałów "2" i "3" w czasie chłodzenia umożliwia reguła dźwigni:
x – udziały składnika B w mieszaninie i w obu fazach, m – mieszanina (punkt podparcia dźwigni), am i mb – ramiona dźwigni

Perytektoid (perytektoida) - składnik strukturalny stopów, faza powstająca w wyniku perytektoidalnej przemiany fazowej, która w układzie dwuskładnikowym zachodzi z udziałem trzech faz stałych. W warunkach izobarycznych ten trójfazowy układ jest zerozmienny (inwariantny, niezmienniczy) (zobacz – reguła faz Gibbsa). Perytektoid powstaje w czasie chłodzenia mieszaniny dwóch rodzajów kryształów istniejących przed przemianą, zwykle na ich powierzchni. Przemiana perytektoidalna kończy się, gdy układ odzyskuje jeden stopień swobody – zanika jedna z wyjściowych faz lub obie fazy wyjściowe (w przypadku stopu o składzie perytektoidalnym). Przemiany perytektoidalne zachodzą np. w takich stopach, jak stopy miedzi z cyną, glinem lub krzemem.
Przykład
Założenia:
– składniki stopu dwuskładnikowego (A, B) wykazują ograniczoną wzajemną rozpuszczalność w fazie stałej
− składniki tworzą perytektoid o składzie zbliżonym do składu roztworu stałego B w sieci krystalicznej składnika A
– w stopie A z B dominuje składnik B  (jego zawartość w stopie jest znacznie większa od zawartości w peritektoidzie)
Przebieg procesów fazowych w warunkach równowagi (nieskończenie powolne chłodzenie)
Mieszanina kryształów dwóch roztworów stałych (A(B) – B w sieci A, B(A) – A w sieci B) ma w warunkach p = const jeden stopień swobody, a więc w czasie chłodzenia temperatura może się zmieniać, w tempie zależnym od szybkości przemian A(B) w B(A) lub odwrotnie (zależnie od kształtu granic obszaru współistnienia). Po osiągnięciu temperatury przemiany perytektycznej zaczyna krystalizować trzecia faza stała (perytektoid) i układ traci swobodę (s = 0). Przemiana fazowa A(B) i B(A) w perytektoid zachodzi w stałej temperaturze tak długo, dopóki nie zniknie faza A(B). Układ zawierający perytektyk i B(A) może zmieniać temperaturę (s = 1). W czasie dalszego chłodzenia tej mieszaniny może zmieniać się skład obu faz wskutek zmian rozpuszczalności B w sieci perytektoidu i A w sieci B.